# Мария Изабелла Савойская-Генуэзская
Мария Изабелла Элена Иммаколата Барбара Анна Паче Савойская-Генуэзская (итал. Maria Isabella Elena Immacolata Barbara Anna Pace di Savoia-Genova; род. 23 июня 1943, Рим) — принцесса Савойского дома, последняя представительница Генуэзской ветви, дочь генуэзского герцога Эудженио; в замужестве — графиня Реццано.

## Биография
Её Королевское высочество принцесса Мария Изабелла Савойская, принцесса Генуэзская родилась в Риме 23 июня 1943 года. Она оказалась единственным ребёнком в семье принца Эудженио Савойского, герцога Генуэзского и принцессы Лючии Бурбон-Сицилийской, дочери герцога ди Калабрия.
В Савойском доме титулатура не наследуется по женской линии, поэтому принцесса Мария Изабелла не унаследовала титул герцогини Генуи. С 2006 года она является почетным президентом культурного движения «Королевский Крест».

## Браки и потомство
29 апреля 1971 года в Лозанне, принцесса Мария Изабелла Савойская, принцесса Генуэзская сочеталась браком с Альберто Фриоли (род. 7 апреля 1943), сыном сеньора Гвидо Альдо Фриоли. Брак был заключен после того, как жених и невеста получили «королевское согласие» от короля Умберто II, который присвоил Гвидо Альдо Фриоли наследственный титул графа Реццано. У супругов родились четверо детей:
- Витторио Эудженио Фриоли (род. 27 февраля 1972), 7 июля 2007 года в Сан-Паулу, в Бразилии сочетался браком с Сорайей Барбоса-Сильва (род. 23 июля 1977);
- Мария Кристина Фриоли (17 августа 1973 — 30 сентября 1973), умерла в младенчестве;
- Карло Альберто Фриоли (род. 18 июля 1974), 28 апреля 2007 в Сан-Паулу, в Бразилии сочетался браком с Присциллой Разо;
- Мария Люче Лидия Фриоли (род. 15 августа 1978).